# Amada Traba Díaz
Amada Traba Díaz (Finisterre, La Coruña, España, en 1958) es una socióloga gallega.

## Trayectoria
En 1962, a los cuatro años, con su familia se mudaron a Vigo (Pontevedra). Luego, se marchó a estudiar a Madrid, licenciándose en Ciencias Políticas y Sociología por la Universidad Complutense en 1981. En la actualidad es docente en la Facultad de Ciencias de la Educación y Deportes de Pontevedra, y posee un máster sobre Género de la Universidad de Vigo. Sus líneas de investigaciones principales son las políticas públicas de igualdad.
Comenzó su militancia política como nacionalista en la enseñanza media, militando en ERGA desde 1974. Mientras vivía en Madrid, se integró en el APG, y fue fundadora de la Asociación Cultural Irmandade Galega. Tras regresar a Galicia, se integró en el POG, participando en la formación de Esquerda Galega, y posteriormente en la formación del BNG. En la XI Asamblea de Formación política pasó a formar parte del Consejo Nacional.

## Biografía
Tiene una hija  y dos hijos

## Algunas publicaciones

### Libros
- myriam Alvariñas Villaverde, amada Traba Díaz, jorge Soto Carballo. 2007. Titulación de Educación Infantil, Pontevedra: proxecto ACSUC : adaptación de materias ao crédito europeo. Editor Axencia para a Calidade do Sistema Universitario de Galicia, 95 pp. ISBN 8461181980

- amada Traba Díaz. 2001. ¿E posible a diferenciación de Galiza na época da globalización?. Globalización e cambio de milenio. Aula Castelao de filosofía. Vigo, pp. 197-222.
- Traba Díaz, Amada e Oliveira Malvar, Mercedes. Ám@me. Editorial Galaxia (2018)